# Styliani Tsikouna
Styliani Tsikouna (griechisch Στυλιανή Τσικούνα, auch Stiliani oder Stella Tsikouna, * 19. Oktober 1972 in Chalkida) ist eine ehemalige griechische Diskuswerferin.
Sie war 1992 griechische Meisterin und verbesserte 1992 zweimal den griechischen Rekord. 2004 erzielte sie mit 65,25 Meter ihre persönliche Bestleistung und liegt damit in der ewigen griechischen Bestenliste auf Rang 3 hinter Ekaterini Vongoli und Anastasia Kelesidou.
Bei den Weltmeisterschaften 1997 in Athen erreichte sie mit 61,92 Meter den siebten Platz und war beste Griechin im Wettbewerb, nachdem sich Anastasia Kelesidou und Areti Abatzi nicht für das Finale qualifizieren konnten. Bei den Europameisterschaften 1998 in Budapest belegte Tsikouna mit 57,07 Meter den zwölften Platz im Finale, nachdem sie in der Qualifikation 61,46 Meter geworfen hatte.
1999 bei den Weltmeisterschaften in Sevilla wurde sie mit 63,43 Meter Achte. Ihre beste internationale Platzierung erreichte sie mit 64,08 Meter und Platz 5 bei den Olympischen Spielen 2000 in Sydney. Bei den Weltmeisterschaften 2001 in Edmonton erreichte sie als 13. der Qualifikation genauso wenig das Finale wie bei den Weltmeisterschaften 2003 in Paris/Saint-Denis als 15., aber zum Abschluss ihrer Karriere konnte sie sich bei den Olympischen Spielen 2004 in Athen noch einmal für ein Finale qualifizieren. Mit 59,48 Meter wurde sie Elfte.
Bei einer Körpergröße von 1,71 m betrug ihr Wettkampfgewicht 75 kg.